# David Strang
David Strang, né le 13 décembre 1968 à Girvan, Écosse, est un athlète britannique, spécialiste du demi-fond.

## Carrière
David Strang devient, le 13 mars 1994, champion d'Europe en salle du 1500 mètres après avoir réalisé, la veille, le meilleur temps des séries en 3 minutes 42 secondes et 27 centièmes.

### Palmarès
| Année | Compétition                    | Lieu    | Résultat | Épreuve | Performance   |
| ----- | ------------------------------ | ------- | -------- | ------- | ------------- |
| 1993  | Championnats du monde en salle | Toronto | 2e       | 1500 m  | 3 min 45 s 30 |
| 1994  | Championnats d’Europe en salle | Paris   | 1er      | 1500 m  | 3 min 44 s 57 |

### Records
| Épreuve      | Performance   | Lieu    | Date            |
| ------------ | ------------- | ------- | --------------- |
| 800 mètres   | 1 min 47 s 96 | Atlanta | 28 juillet 1996 |
| 1 500 mètres | 3 min 36 s 53 | Londres | 15 juillet 1994 |

| Épreuve      | Performance   | Lieu    | Date         |
| ------------ | ------------- | ------- | ------------ |
| 1 500 mètres | 3 min 41 s 88 | Toronto | 12 mars 1993 |